# Kalvtjärnen (Borgsjö socken, Medelpad)
Kalvtjärnen är en sjö i Ånge kommun i Medelpad och ingår i Delångersåns huvudavrinningsområde.